# Ливерпульский собор
О католическом кафедральном соборе см. Ливерпульский метропольный собор
Кафедральная церковь Христа (англ. Cathedral Church of Christ), чаще называемая просто Ливерпульский собор (англ. Liverpool Cathedral) — англиканский храм в Ливерпуле, кафедральный собор ливерпульской епархии провинции Йорка Церкви Англии.

## История
В 1880 году первым епископом Ливерпуля был назначен Д. К. Райл. Так как в новой епархии не было собора, а имеющаяся приходская церковь Святого Петра была слишком мала для крупных церковных мероприятий, было принято решение построить собор. В 1885 году парламентский акт разрешил строительство на месте существующей церкви Святого Иоанна. Был проведен конкурс на дизайн, который выиграл Уильям Эмерсон. Участок оказался непригодным для возведения здания в предложенном масштабе, и от схемы отказались.
В 1900 году Фрэнсис Шавасс сменил Райла на посту епископа и немедленно возродил проект строительства собора. Он назначил комитет под руководством Уильяма Форвуда для рассмотрения всех возможных участков для строительства. Рассматривалось четыре места: церкви Святого Петра и Святого Луки, которые, как и собор Святого Иоанна, были сочтены слишком ограниченными; треугольный участок на стыке Лондон-роуд и Монумент-плейс; и гора Святого Джеймса. Было много споров о преимуществах двух возможных участков, и комитет Форвуда был склонен отдать предпочтение треугольному участку у Лондон-роуд. Однако стоимость его приобретения была слишком высока, и поэтому было выбрано место на горе Святого Джеймса.
Закон о Ливерпульском соборе 1902 года разрешил покупку участка и строительство собора при условии, что, как только какая-либо его часть откроется для публичного богослужения, церковь Святого Петра будет снесена, а ее участок продан. Церковь Святого Петра была закрыта в 1919 г. и окончательно снесена в 1922 г.
В 1903 году Джайлсом Гилбертом Скоттом был разработан проект для собора в неоготическом стиле. Строительство началось в 1904 году, но полностью собор был завершён лишь в 1970-е. Длина собора — 188 м, высота нефа — 36,5 м, хора — 35,3 м. Единственная башня имеет высоту 101 м. Занимаемая площадь — 9687 м². Ливерпульский собор — крупнейший собор в Великобритании и пятый в мире. Считается, что это также крупнейший англиканский собор мира, но первенство оспаривается Нью-Йоркским собором Иоанна Богослова. Колокол весит 31 тонну и считается крупнейшим в мире из звонящих. В 2009 году группой звонарей на колоколах собора была исполнена мелодия Джона Леннона «Imagine».
Большой орган собора является крупнейшим в Соединённом королевстве. Он построен фирмой Henry Willis & Sons в 1923―1926 годах, насчитывает 10268 труб.